# Липцы (Псковская область)
Липцы — деревня в Бежаницком районе Псковской области. Входит в состав сельского поселения муниципальное образование «Пореченское».
Расположена в 20 км к юго-западу от райцентра, посёлка Бежаницы, и в 10 км к юго-западу от волостного центра, деревни Махново.

## Население
Численность населения по оценке на 2000 год составляла 30 жителей.

## История
До 3 июня 2010 года деревня входила в состав ныне упразднённой Махновской волости.